# 浮田宗勝
浮田 宗勝（うきた むねかつ、生没年不詳）は、戦国時代から安土桃山時代にかけての武将。宇喜多氏の家臣。備前国邑久郡高尾山城主。宇喜多興家の弟・義家（四郎）の子。通常は官兵衛。
宇喜多秀家の又従兄弟に当たり、4000石の知行で多数の与力を抱えて仕えた。慶長5年（1600年）の関ヶ原の戦いの際は、城代（岡山城）として国許を守った。宇喜多氏が敗戦し、宇喜多詮家や戸川達安が岡山城の接収に来たときは争いを避け、速やかに開城して退去した。